# Світлана Кухаренко
Світла́на Кухаре́нко — доктор фольклористики, перекладач.

## З життєпису
Родом з Донеччини, громадянка Канади. Досить часто співпрацює при перекладах з Мариною Гримич та Романом Єринюком. Станом на 2010-ті роки — провідний спеціаліст з української народної культури, здобула ступінь доктора наук.